# Skålpund

Libra-symbolen.

Skålpund är en gammal svensk viktenhet som användes innan Internationella måttenhetssystemet infördes. Ett skålpund motsvarar ca 0,425 kg. I äldre litteratur användes en speciell symbol ℔ (Unicode U+2114, se bild), ett ihopskrivet lb, en förkortning av libra. Tecknet används även generellt för pund som i äldre handlingar kan hänvisa till lispund eller markpund. Vilken viktenhet som avses då "lb" tecknet används i äldre texter måste därför ses ur sitt sammanhang.
Andra länder har haft sina motsvarigheter och det var inte förrän avoirdupois-pundet kom som en gemensam internationell vikt kunnat användas.

## Sverige inklusive nuvarande Finland
Skålpundet kom i bruk på 1540-talet. Storleken kunde variera något under medeltiden, då även den tyska motsvarigheten markpund ofta användes. I princip var då ett skålpund = två mark, vilket räknat efter Stockholms vikt ger ett medeltida Stockholmsskålpund om 414,4 gram. Senare användes skålpund och mark mer eller mindre synonymt. Uppgifter i Georg Stiernhielms skrift Archimedes reformatus från 1644 visar att det då vanligen använda skålpundet motsvarade 415,4 gram. Från och med 1600-talets måttreformer för försäljning användes i hela Sverige ett skålpund viktualievikt, som motsvarade 425,076 gram. Tjugo skålpund utgjorde ett lispund och tjugo lispund utgjorde ett skeppspund.
Spår av skålpundet finns kvar i förtäckt form, när måttet 425 gram och multipler därav ofta förekommer i gamla transkriberade matrecept.
I Sverige indelades skålpundet i 32 lod à 13,283 gram, närmast motsvarande det engelska större måttet ounce (oz, cirka 28 g).
1855 avlystes den tidigare indelningen av skålpundet officiellt, och skålpund blev grundenhet i ett decimalsystem där 1 centner = 100 skålpund = 100 000 ort = 100 000 000 korn. Den gamla indelningen fortsatte dock att användas fram till införandet av metersystemet 1889.
Vid beredning av olika läkemedel användes skålpund medicinalvikt, som i Sverige motsvarade 356,28 gram.

## England och USA
I England och USA har ända intill sen tid använts pound, förkortad lb (av latin libra).
Man skiljer mellan handelsvikt (pound avoirdupois, avdp) respektive ädelmetall- och juvelvikt (troy pound, tr lb). Tr lb används även för medicinalvaror och kallas då Apotechary weight.
Hur mycket 1 lb avdp motsvarar exakt i metersystemet har varierat något genom tiderna:
- 453,592 65 gram[5]
- 453,592 4 gram[6]
- 453,592 37 gram[7]
- 453,591 55 gram[8]

1 lb avdp indelas i 16 ounce = 256 dram = 7 000 grain.
1 tr  indelas i 12 ounce = 373,242 gram.
1878 bestämdes att pounds avdp skulle vara enda lagliga viktenhet i Storbritannien.
Ingen av anlitade källor gör någon skillnad mellan Imperial pound och US pound.
Sedan 1958 gäller i såväl Storbritannien som USA pund (viktenhet), vars fastställda vikt är 0,453 592 37 kg.

## Tyskland
467 gram, Berliner Pfund

510 gram, Nürnberger Pfund

Pfund-symbol som användes i tryck även i svenska och danska böcker för att beteckna skålpund.

1854 fastställdes ett Zollpfund = 500,0 gram exakt, som skulle gälla i hela Tyska riket. Sedan metersystemet införts förbjöds 1884 användningen av detta pundmått.

## Danmark
471 gram
På 1800-talet omdefinierat till 500,0 gram exakt.

## Frankrike
Under medeltiden hade de olika provinserna sina egna definitioner av livre, som varierade mellan 380 gram som minst och 552 gram som mest.
Bl a fanns livre poids de marc = 489,5 gram = 16 once. 1 once = 8 gros à 3,824 218 7 gram. Varje gros indelades i 72 grain à 53,114 148 milligram.
Då metersystemet infördes 1795 definierades livre de Paris och sattes lika med den gamla livre poids de marc.
1812 definierades livre métrique till 500 gram exakt men avskaffades 1839.

## Nederländerna
494 gram

## Romerska riket
I det romerska riket förekom det två olika mått, som byggde på samma underenhet, once à 27,264 gram:
libra = 12  once = 327,368 gram
mina = 16 once = 436,224 gram
Dessa två mått torde vara roten till det som avspeglas i de engelska nutida måtten tr lb och lb avdp.

## Ryssland
409,51241 gram

## Norge
498,1 gram (skålpund)
Skålpundet indelades i 2 merker à 249,05 gram

## Schweiz
500,0 gram

## Ungern
560,0 gram

## Österrike
560,0 gram